# Рейниля, Лаура
Ла́ура Ре́йниля (фин. Laura Reinilä; род. 1950, Йоэнсуу, Финляндия) — финский дипломат, Чрезвычайный и Полномочный Посол Финляндии в Тунисе (2007—2010).

## Биография
Защитила магистерскую диссертацию в области права в Хельсинкском университете, а позднее окончила Национальную школу администрации в Париже.
С 1984 по 1988 годы работала в представительстве Финляндии при Организации экономического сотрудничества и развития в Париже.
С 1988 по 1990 годы была в должности первого секретаря Посольства Финляндии в СССР.
С 1990 по 1993 годы работала в должности советника политического отдела министерства иностранных дел Финляндии.
С 1993 по 1997 годы работала советником и заместителем главы дипломатической миссии Финляндии в Австралии.
В звании Посла, с 1997 по 1999 годы работала заместителем начальника службы протокола МИД Финляндии, а с 1999 по 2003 годы — Послом по урегулированию гражданских кризисов в МИД Финляндии.
С 2003 по 2007 годы трудилась в должности Чрезвычайного и Полномочного Посла Финляндии на Украине, а с 2007 по 2010 годы — Посла Финляндии в Тунисе.